# プロポーズ (KANの曲)
『プロポーズ/恋する気持ち』（ - /こいするきもち）は1991年7月11日に発売された、KAN10作目のシングル。

## 概要
「プロポーズ」はアルバム『ゆっくり風呂につかりたい』（1991年5月22日発売）からのシングルカット。「愛は勝つ」（1990年9月1日発売）に続き「恋する気持ち」（アルバム『めずらしい人生』収録曲）と2曲同時にフジテレビ系『邦ちゃんのやまだかつてないテレビ』挿入歌となったダブル表題曲シングル。
スティーヴィー・ワンダーの「OVERJOYED」を目指して作られた楽曲。その後も「Day By Day」（1992年）、「50年後も」（1999年）と続くシリーズものとなった。
当時のスティーヴィー・ワンダーのオリジナル音源に倣いシンセサイザーのみでアレンジされているが、KANが2007年のスティーヴィー・ワンダーの来日公演での演奏に影響を受け、同年11月リリースのベスト・アルバム『IDEAS the very best of KAN』に収録する際、生演奏で新録された。

## 収録曲
全曲　作詞・作曲：KAN、編曲：小林信吾、KAN
1. プロポーズ
2. 恋する気持ち

## カバー
- 1997年10月22日に元PSY・SのCHAKAのソロプロジェクトであるDelicious Hipが、シングル「誘惑のハンマー」のカップリングとしてカバー。なお、その後もCHAKA名義のソロライブではたびたび取り上げられている曲でもある。
- 2005年、Bank Bandが野外音楽フェスティバル『ap bank fes '05』でカバー。同ライブDVDに収録されている。なお歌詞はバンドメンバーに因んで一部変更されている[2]。